# Monte Pissis
Monte Pissis is een complexe vulkaan in de Argentijnse provincie La Rioja. Met zijn 6.792 meter is het de op drie na hoogste berg van het westelijk halfrond. 
Monte Pissis is vernoemd naar Pedro José Amadeo Pissis, een Franse geoloog die werkte voor de Chileense overheid.